# Pututo

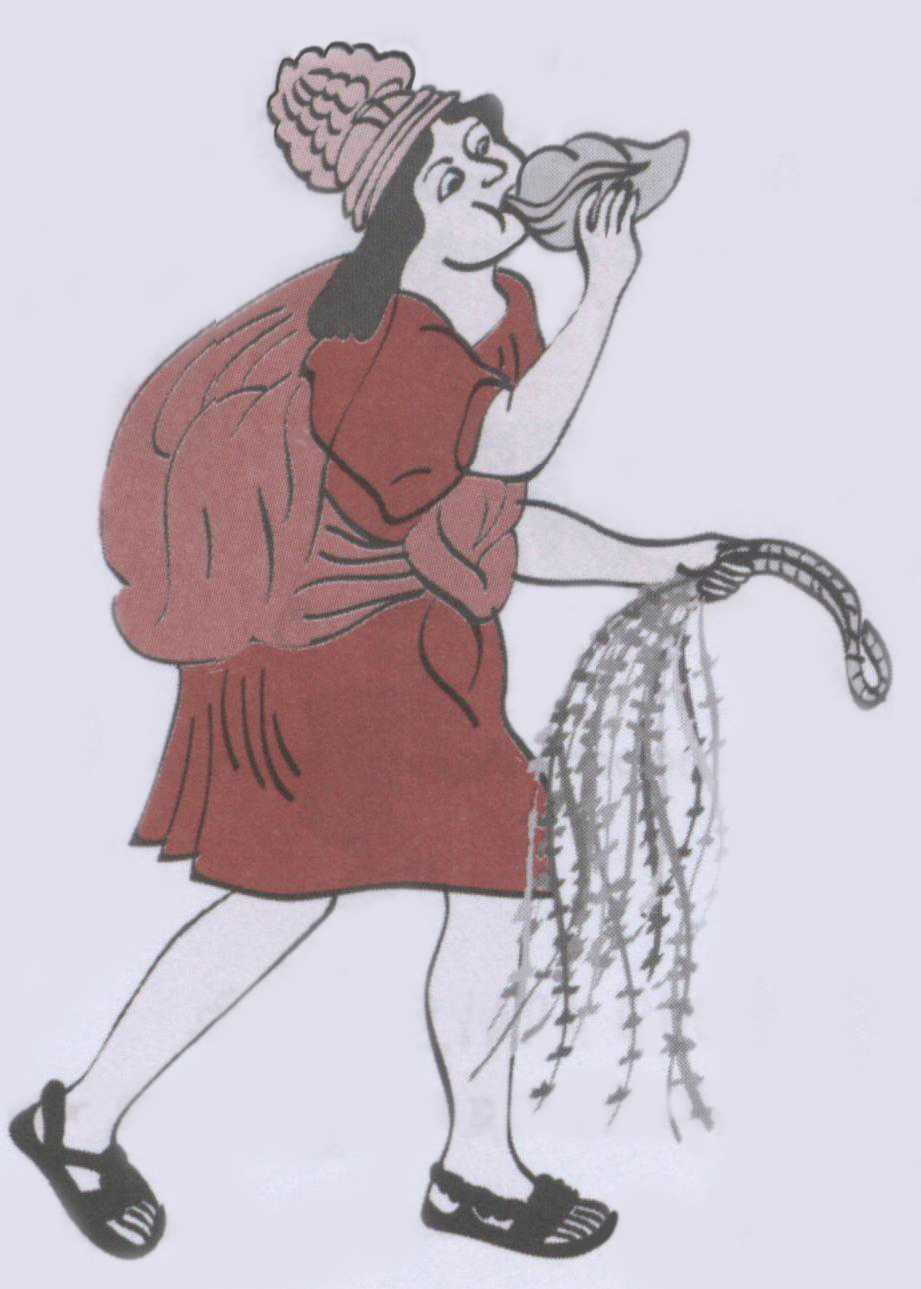
Un chasqui tocando el pututo.

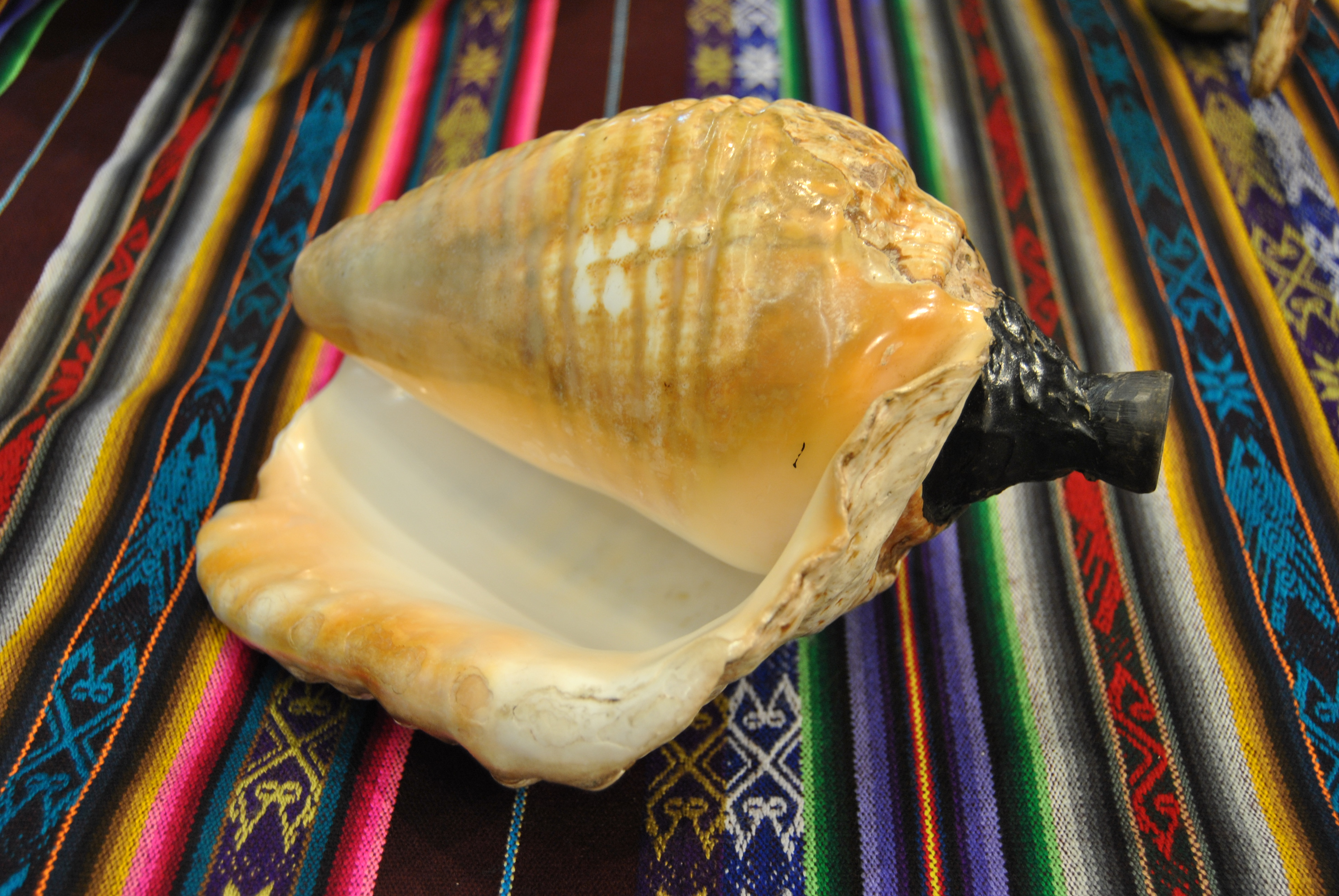
Pututo.

El pututo o pututu (del aimara, en quechua y aimara: pututu), también conocido como churo (del quechua ch'uru, ‘molusco, concha, caracol’),es un instrumento de viento andino, que originariamente se fabricaba con una caracola marina (Lobatus galeatus) de tamaño suficientemente grande para emitir un sonido potente.

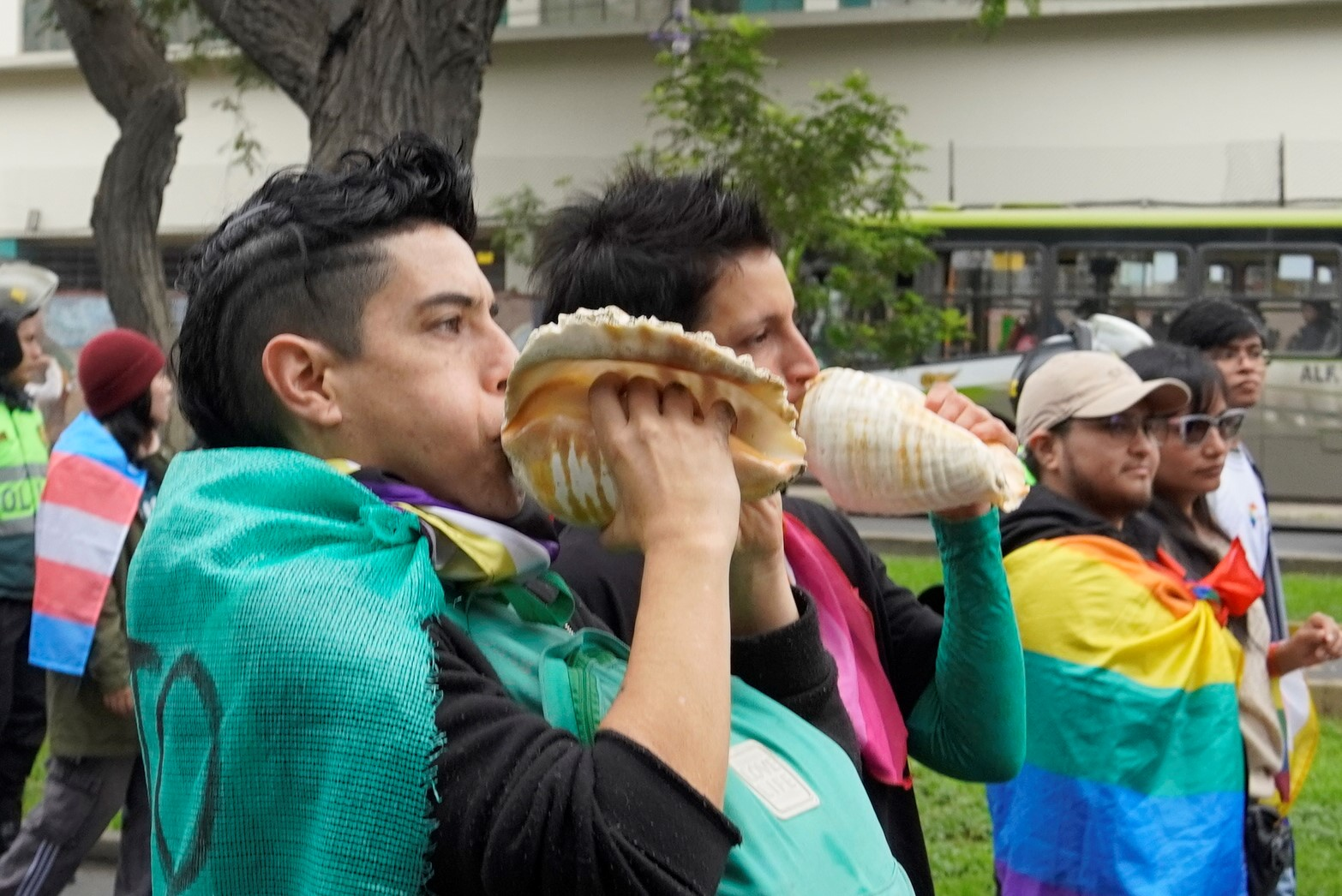
Personas tocando pututos durante la marcha del Orgullo de Lima en 2025

Con la introducción del ganado vacuno después de la conquista española, los quechuas comenzaron a diversificar sus instrumentos de viento haciéndolos con los cuernos de estos animales, uno de los cuales se ha dado en llamar también «pututu» en algunas zonas de los Andes. El pututu era utilizado por los quechuahablantes en tiempos prehispánicos, sobre todo en la etapa de la conquista incaica, para llamar a reuniones o dar avisos de algo. Es un instrumento melódico.

## Historia
En el imperio incaico o Tahuantinsuyo, los chasquis anunciaban su llegada a cada puesto de control (tambo) del Qhapaq Ñan (la gran ruta incaica) tocando su pututu; también se usaba en rituales de sanación y en los combates bélicos.
Tanto el pututo como el mullu (Spondylus crassisquama, antes S. princeps) otra especie marina de color rojo con la que se hacían collares, aretes y ornamentaban vestidos, que se usaba molida para distintos rituales) se extraía en la costa del Ecuador, y los comerciantes realizaban la «ruta del mullu» (miles de kilómetros hacia el sur, hasta Chavín de Huántar, acompañados de trompeteros tocando el pututu para anunciar la procesión.
La importancia del pututu para la cultura y la espiritualidad de Cultura de Chavín desde hace más de 3000 años, los descubrimientos en Chavín de Huántar también han impactado el campo moderno de la arqueología en su conjunto.
Ya en tiempos coloniales, el pututu era tocado para llamar a reuniones de cabildo, principalmente en la zona surandina. El fotógrafo peruano Martín Chambi ha legado varias fotos de estos «llamadores» en Cusco (Perú).
En la cultura atacameña es utilizado como instrumento ritual, y está presente en los grandes rituales de los ritos del agua y en las fiestas de los Santos Patronos.
En 1942 se encontraron figuras del dios del rayo de Tiwanaku (Bolivia) datadas entre el año 374 y 1187, cuando Tiwanaku fue destruida. Las primeras estatuillas tienen un pututu en la mano.